# Crazy (Aerosmith-låt)
Crazy är en låt av Aerosmith, skriven Steven Tyler, Joe Perry och Desmond Child. Låten var den sjunde och sista singeln från albumet Get a Grip (utgivet 1993) och nådde plats nummer 17 på Billboard Hot 100 vilket var det näst bästa resultatet från albumet. Låten fick en Grammy Award For Best Rock Performance Of Duo Or Group With Vocals.